# 川原英一

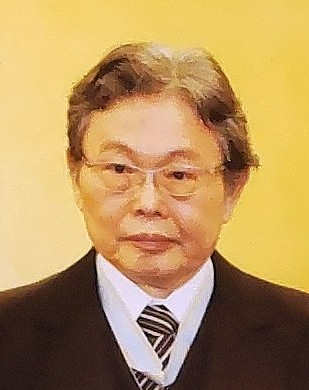
川原英一

川原 英一（かわはら えいいち、1950年6月 - ）は、日本の外交官。元マイアミ総領事、駐グアテマラ特命全権大使、大阪府出身、和歌山大学経済学部卒業。 長男、川原祐介(弁護士)　

## 経歴
- 1950年6月 大阪府に生まれる
- 1974年3月 和歌山大学経済学部卒業
- 1973年 大学在学中に外務省入省。在英研修、プレトリア総（南ア）、経済局、国連局、在マレーシア大使館、在香港総領事館、経済協力局、在タイ大使館、中南米局地域調整官、公益財団法人フォーリン・プレスセンター（FPCJ）事務局長代行、領事サービス室長など歴任
- 2010年12月 駐マイアミ総領事
- 2013年9月 駐グアテマラ特命全権大使
- 2016年12月 グアテマラ共和国よりケツァル勲章大十字型章（Gran Cruz de Orden de Quetzal） 叙勲
- 2016年12月 依願退官
- 2018年2月~2025年3月 和歌山大学客員教授
- 2018年4月~現在  外務省参与・大使
- 2019年10月 即位の礼 接伴大使
- 2024年11月　瑞宝中綬章受章[2]
- 2025年4月　和歌山大学教育研究アドバイザー（International Engagement Advisor）

```
主な活動：
-日本がメキシコと初めての本格的な経済連携協定（EPA）交渉に交渉官として従事。NAFTA型の協定を求めるメキシコ側との協議は難航するも交渉開始から2年で基本合意し、その後、内閣法制局の条約審査を経て３千頁の協定文書が国会批准され、2005年4月、
日本メキシコEPA
は発効した。同EPAは、その後の日本と各国との連携協定交渉のモデルとなった。 ー2015年、日本とグアテマラの外交関係樹立８０周年関連行事を実施。同年2月には同記念式典が国立劇場で開催され、同5月には日本中米ビジネスフォーラムがグアテマラ市で開催され、日本側からは経団連副会長ら100名の日本企業関係者が参加。 同年6月、外交80周年を祝う日本練習艦隊のグアテマラ寄港もあり、グアテマラ海軍・地元市民・日本人学校児童・生徒、親日的有識者・閣僚を招待した交流行事が実施された。特にグアテマラ国立劇場での音楽隊コンサートや太鼓公演は大好評となった。　 同年5月から10月にかけ、島根県の岩見神楽（親和会）の伝統文化公演、マリンバ・コンサート、日本伝統工芸品の展示会、地元大学でのジャパン・ウィークなどを実施。特にグアテマラ国立劇場での2日間にわたる神楽公演は連日満員の大盛況となった。 　ー2015年11月、日本・グアテマラ外交関係80周年終了式典がグアテマラ大統領代行（副大統領）の主宰により国家文化宮殿で行われ、グアテマラ政府関係者、各国大使、日本人学校教職員・児童生徒、プレス関係者が出席。式典後の大統領代行との共同記者会見の様子は地元テレビなどが大きく報じた。
```

## 同期
- 河野雅治（11年駐伊大使・09年駐露大使・07年外務審議官・05年総合外交政策局長）
- 塩尻孝二郎（11年EU大使・08年駐インドネシア大使・05年外務省大臣官房長）
- 天野万利（07年OECD事務次長）
- 塩崎修（08年駐ホンジュラス大使）
- 坂場三男（08年ベトナム大使・06年外務報道官・中南米局長）
- 加来至誠（駐エルサルバドル大使）
- 杉本信行（01年上海総領事）
- 鈴木一泉（10年駐コロンビア大使）
- 中村滋（06年駐サウジアラビア大使・04国際情報統括官）
- 岩谷滋雄（10年駐オーストリア大使）
- 鹿取克章（06年駐イスラエル大使・05年外務報道官・04領事局長）
- 黒田義久（10年駐ウズベキスタン大使）
- 塩口哲朗（11年ベネズエラ大使・08年駐ヨルダン大使・06年国際協力銀行理事・04年駐コートジボワール大使）
- 水野達夫（07年駐ネパール大使）
- 堀江正彦（07年マレーシア大使・04年カタール大使）
- 伊藤哲雄（09年ハンガリー大使・05年カザフスタン大使）
- 神谷武（11年駐パラグアイ大使・08年駐アルジェリア大使）
- 岡田眞樹（11年タンザニア大使・09年農畜産業振興機構理事）
- 小林正雄（11年ガボン大使・10年官房調査官）
- 吉田潤（13年駐モーリタニア大使）